# سيدريك روبنسون
سيدريك روبنسون (بالإنجليزية: Cedric Robinson)‏ هو منظر سياسي أمريكي، ولد في 5 نوفمبر 1940، وتوفي في 5 يونيو 2016.